# Red za vojaške zasluge
Red za vojaške zasluge je bilo odlikovanje SFRJ, ki se je podeljevalo voditeljem enot oboroženih sil SFRJ, ki so s svojim zgledom in spretnostjo pri delu v svoji enoti razvijali stalno vnemo za uresničevanje postavljenih nalog, ali ki so ustvarili v enoti ali zavodu pogoje za izredno dobre uspehe ali so se odlikovali s takimi starešinskimi in vojaškimi lastnostmi, da so drugim vzgled. 
Red se je podeljeval tudi civilnim osebam v enotah oboroženih sil SFRJ ter posameznikom v organizacijah združenega dela in drugih organizacijah, ki so razvijali s svojim zgledom in spretnostjo pri delu stalno vnemo in dosegali izredne uspehe pri uresničevanju nalog posebnega neposrednega pomena za narodno obrambo.

## Stopnje odlikovanja
Odlikovanje se je delilo na:
- red za vojaške zasluge z veliko zvezdo

(pred 1.3.1961 red za vojaške zasluge I. stopnje), ki je bil po rangu na 16. mestu;
- red za vojaške zasluge z zlatimi meči (pred 1.3.1961 red za vojaške zasluge II. stopnje), ki je bil po rangu na 26. mestu;
- red za vojaške zasluge s srebrnimi meči (pred 1.3.1961 red za vojaške zasluge III. stopnje), ki je bil po rangu na 34. mestu med jugoslovanskimi odlikovanji.

- red za vojaške zasluge z veliko zvezdo
- red za vojaške zasluge z zlatimi meči
- red za vojaške zasluge s srebrnimi meči